# ژان پیاژه
ژان پیاژه (تلفظ فرانسوی: [ʒɑ̃ pjaʒɛ]؛ ۹ اوت ۱۸۹۶ – ۱۶ سپتامبر ۱۹۸۰) روان‌شناس، زیست‌شناس و شناخت‌شناس فرانسوی-زبانِ سوئیسی بود که به خاطر کارهایش در روان‌شناسی رشد و شناخت‌شناسی شهرت یافته است؛ از جمله نظریه رشد مرحله‌ای پیاژه.
پیاژه جایگاه ویژه‌ای برای آموزش کودکان قایل بود. او در سال ۱۹۳۴ در کسوت رئیس دفتر بین‌المللی آموزش سازمان ملل متحد اعلام کرد «تنها آموزش است که می‌تواند جوامع ما را در مقابل فروپاشی تدریجی یا خشونت‌بار حفظ کند.»
پیاژه در سال ۱۹۵۵، مرکز بین‌المللی شناخت‌شناسیِ ژنتیک را راه‌اندازی کرد و از همان سال تا پایان عمر ریاست آن را بر عهده داشت. به بیان ارنست فون گلاسرزفلد، پیاژه پیش‌گام گران‌قدر نظریهٔ ساخت گرایانهٔ معرفت است.
پیاژه در کارهای اولیهٔ خود در زمینهٔ زیست‌شناسی به این باور رسید که اعمال زیست‌شناسانه عبارتند از گام‌هایی که در مسیر سازش‌یابی با محیط فیزیکی اطراف، و به منظور کمک به سازمان‌یافتگی آن برداشته می‌شود.
پیاژه در تاریخ ۹ اوت ۱۸۹۶ در نوشاتل سوئیس به دنیا آمد و اولین فرزند خانواده بود. مادرش ربکا جکسون و پدرش آرتور پیاژه، استاد دانشگاه در رشتهٔ ادبیات قرون وسطی بود. در ۱۱ سالگی، وقتی دانش‌آموز مدرسهٔ لاتینِ نوشاتل بود، مقالهٔ کوتاهی در مورد یک گنجشگ آلبینو نوشت و همین مقاله مقدمه‌ای برای یک زندگی سراسر علمی همراه با تألیف بیش از شصت کتاب و چند صد مقاله بود. در دوران نوجوانی علاقهٔ پیاژه به جانورشناسی بیشتر شد و مقالاتی در مورد نرم‌تنان نوشت.
پس از اتمام دوران دبیرستان او مشغول به تحصیل در رشتهٔ علوم طبیعی در دانشگاه نوشاتل شد و از همان دانشگاه دکتری گرفت. در طول این مدت پیاژه دو مقالهٔ فلسفی نوشت که خودش از آن‌ها با عنوان کارهای دوره نوجوانی یاد می‌کند.
پیاژه بعد از نیم‌فصلی که در دانشگاه زوریخ به مطالعهٔ روانکاوی پرداخت، سوئیس را به مقصد پاریس ترک کرد. در پاریس بود که او نظریهٔ مراحل رشد شناختی خود را مطرح کرد. در سال ۱۹۲۱ پیاژه به سوئیس بازگشت و به‌عنوان رئیس انستیتو روسو در ژنو مشغول به کار شد.
در سال ۱۹۲۳ پیاژه و ولنتاین چتنی با هم ازدواج کردند و حاصل این ازدواج سه فرزند بود. در سال ۱۹۲۹ پیاژه ریاست دفتر بین‌المللی آموزش را قبول کرد و تا سال ۱۹۶۷ در همین سمت باقی‌ماند.
در نهایت پیاژه در سپتامبر سال ۱۹۸۰ در ژنو درگذشت.

## زندگی
پیاژه در سال ۱۸۹۶ در نوشاتل، در منطقه فرانسوی زبان سوئیس به دنیا آمد. او بزرگ‌ترین پسر آرتور پیاژه (سوئیسی)، استاد ادبیات قرون وسطی در دانشگاه نوشاتل و ربه کا جکسون (فرانسوی) بود. ربه کا جکسون از خانواده‌ای برجسته - از صاحبان کارخانه‌های ریخته‌گری فولاد - فرانسوی بود که تبار انگلیسی داشتند، از طریق پدربزرگ خود در لنکاوی، فولادساز جیمز جکسون، آمد. پیاژه کودکی نابالغ بود که به زیست‌شناسی و دنیای طبیعی علاقه داشت. علاقه اولیه او به جانورشناسی پس از انتشار چندین مقاله در مورد نرم‌تنان در سن ۱۵ سالگی، شهرت او را در میان افراد حاضر در این زمینه به ارمغان آورد.
هنگامی که او ۱۵ ساله بود، پرستار سابقش به والدینش نامه نوشت و از اینکه یک بار به آنها در مورد مبارزه با یک آدم‌ربا از کالسکه بچه ژان دروغ گفته بود، عذرخواهی کرد. هیچ وقت آدم‌ربایی وجود نداشت، پیاژه مجذوب این شد که به نحوی خاطره‌ای از این حادثه آدم‌ربایی شکل داده بود، خاطره‌ای که حتی پس از درک دروغ بودن آن، ماندگار شد.
او به دلیل اصرار پدرخوانده‌اش برای مطالعه در زمینه‌های فلسفه و منطق، به معرفت‌شناسی علاقه پیدا کرد. او در دانشگاه نوشاتل تحصیل کرد و برای مدت کوتاهی در دانشگاه زوریخ تحصیل کرد. در این مدت، او دو مقاله فلسفی منتشر کرد که مسیر تفکر او را در آن زمان نشان می‌داد، اما بعدها آنها را به‌عنوان تفکر نوجوانی رد کرد. علاقه او به روانکاوی، که در آن زمان رشته روان‌شناسی رو به رشدی بود، را نیز می‌توان به این دوره نسبت داد.
پیاژه پس از فارغ‌التحصیلی از سوئیس به پاریس نقل مکان کرد و در مدرسه پسرانه خیابان Grange-Aux-Belles تدریس کرد. این مدرسه توسط آلفرد بینه، توسعه‌دهنده آزمون بینه-سایمون (که بعداً توسط لوئیس ترمن اصلاح شد و به مقیاس هوش استانفورد-بینه تبدیل شد) اداره می‌شد. پیاژه در علامت‌گذاری تست‌های هوش بینه نقش داشت. او در حالی که به علامت‌گذاری برخی از این تست‌ها کمک می‌کرد، متوجه شد که کودکان خردسال به‌طور مداوم به برخی از سؤالات پاسخ اشتباه می‌دهند. پیاژه چندان بر اشتباه بودن پاسخ‌های کودکان تمرکز نکرد، بلکه کودکان خردسال به‌طور مداوم انواع اشتباهاتی را مرتکب شدند که کودکان بزرگتر و بزرگسالان موفق به اجتناب از آنها شدند. این امر او را به این نظریه سوق داد که فرآیندهای شناختی کودکان خردسال به‌طور ذاتی با بزرگسالان متفاوت است. در نهایت، او قرار بود نظریه‌ای جهانی از مراحل رشد شناختی ارائه کند که در آن افراد الگوهای مشترک خاصی از شناخت را در هر دوره از رشد نشان می‌دهند.
در سال ۱۹۲۱، پیاژه به‌عنوان مدیر مؤسسه روسو در ژنو به سوئیس بازگشت. در این زمان، مؤسسه توسط ادوارد کلاپارد اداره می‌شد. پیاژه با بسیاری از ایده‌های کلاپارد آشنا بود. از جمله مفهوم روانشناختی «دست‌زدن» که ارتباط نزدیکی با «آزمایش و خطا» مشاهده شده در الگوهای ذهنی انسان داشت.
در سال ۱۹۲۳، او با ولنتاین شاتنای (۷ ژانویه ۱۸۹۹–۳ ژوئیه ÷۱۹۸۳) ازدواج کرد. از سال ۱۹۲۵ تا ۱۹۲۹، پیاژه به‌عنوان استاد روان‌شناسی، جامعه‌شناسی و فلسفه علم در دانشگاه نوشاتل کار کرد. در سال ۱۹۲۹، ژان پیاژه سمت مدیر دفتر بین‌المللی آموزش را پذیرفت و تا سال ۱۹۶۸ ریاست این سازمان بین‌المللی را بر عهده داشت. که به صراحت به باور آموزشی خود پرداخت.
پیاژه پس از تدریس در دانشگاه ژنو و دانشگاه پاریس در سال ۱۹۶۴، به‌عنوان مشاور ارشد در دو کنفرانس در دانشگاه کرنل (۱۱ تا ۱۳ مارس) و دانشگاه کالیفرنیا، برکلی (۱۶–۱۸ مارس) دعوت شد. کنفرانس‌ها به رابطه مطالعات شناختی و توسعه برنامه درسی پرداختند و تلاش کردند تا مفاهیم تحقیقات جدید رشد شناختی کودکان را برای برنامه‌های درسی درک کنند.
در سال ۱۹۷۹ به پیاژه جایزه بالزان برای علوم اجتماعی و سیاسی اعطا شد. او در سال ۱۹۸۰ درگذشت، و همان‌طور که درخواست کرده بود، به همراه خانواده‌اش در قبری بی‌نشان در Cimetière des Rois (قبرستان پادشاهان) در ژنو به خاک سپرده شد.

## نظریه رشد مرحله‌ای پیاژه
نخستین شغل پیاژه پس از فوق لیسانس روان‌شناسی، کار در آزمایشگاه آلفرد بینه بود. پیاژه در طول کار، به این موضوع علاقه‌مند شد که چرا همهٔ کودکان اشتباهات مشابهی را انجام می‌دهند. نحوهٔ استدلال آنان با اشخاص بزرگسال چه تفاوتی دارد؟ او به مشاهدهٔ فرزندان خود پرداخت. به بازی کردن‌های آنان دقت کرد، به آنان سؤالات و مسائل علمی و اخلاقی ساده داد و از آنها خواست که دلیل پاسخ‌های خود را بگویند. مشاهده‌های پیاژه او را متقاعد کرد که توانایی کودکان در تفکر و استدلال از یک سری مراحل عبور می‌کند، مراحلی که از لحاظ کیفی با یکدیگر تفاوت دارند. او رشد ذهنی را به چهار مرحله کلی تقسیم نمود. هر یک از این مراحل از مراحلی کوچک‌تر تشکیل شده است. این چهار مرحله عبارت اند از: مرحلهٔ حسی-حرکتی، پیش عملیاتی، عملیات عینی و عملیات صوری.
پیاژه بر این باور بود که در فرایند رشد، خود کودک شرکت کننده‌ای فعال است و دست روی دست نمی‌گذارد تا رشد بیولوژیک یا محرک‌های خارجی، کار خودشان را بکنند. او کودکان را دانشمندانی کنجکاو می‌دانست که به تحقیق و آزمایش دربارهٔ اشیای درون محیط دست می‌زنند تا ببینند چه اتفاقی خواهد افتاد؛ مثلاً، اگر گوش عروسک خود را بمکم، چه اتفاقی خواهد افتاد؟ یا اگر بشقابم را به سمت لبهٔ میز هل دهم، چه خواهد شد. نتیجهٔ این آزمایش‌ها، برای ساختن طرح واره‌ها به کار می‌رود. طرحواره عبارت است از نظریه یا مدلی دربارهٔ این که اشیا و رویدادهای اجتماعی و فیزیکی چگونه عمل می‌کنند. همچنین کودکی که با رویداد یا شیء تازه مواجهه پیدا می‌کند، تلاش می‌کند تا آن را جذب نماید. جذب به معنی درک اشیا و رویدادهای تازه، بر اساس طرح واره‌های از پیش موجود می‌باشد. به باور پیاژه اگر تجربهٔ تازه در طرحوارهٔ موجود جا نشود، کودک مانند همهٔ دانشمندان خوب، اقدام به انطباق خواهد کرد. انطباق یعنی دگرگونی در طرحواره برای آنکه اطلاعات تازه در آن جا شوند. به این ترتیب جهان بینی کودک گسترش می‌یابد.

## نظم طبیعی پیاژه
یکی از جملات معروف پیاژه، سخن وی در رابطه با نظم طبیعی در پژوهش و نگارش و مطالعه است. نظم ظاهری داشتن ربط زیادی به پژوهش ندارد. نظم در پژوهش غیر از نظم در ظواهر است و بسیاری از پژوهشگران در زمینه ظواهر چندان منظم نبوده، ولی در شکار صیدهای علمی خود موفق بوده‌اند. چیزی شبیه نظم طبیعی پیاژه. می‌گویند: روزی شخصی از دیدن اتاق کار ژان پیاژه و ظاهر نامرتب و بی نظم آن در شگفت شد. برای رفع تعجب گفت: آقای دکتر! در اتاقی بدین شکل بی نظم و در هم ریخته، چگونه چیزهایی را که می‌خواهید پیدا می‌کنید؟ پیاژه گفت: دو گونه نظم داریم. یک نظم هندسی و دیگری نظم طبیعی. وسایل و کتب اتاق من به صورت طبیعی، منظم است، ولی از لحاظ هندسی، نه؛ و مهم همان نظم طبیعی است که من هر چه را که بخواهم، خواهم یافت.

## پانوشته‌ها
1. ↑  Organization

## یادداشت
1. ↑  http://m.migna.ir/vdcd.s0o2yt0xsa26y.html
2. ↑  Munari, Alberto (۲۰۰۰). "Jean Piaget" (PDF) (به انگلیسی). UNESCO:International Bureau of Education. Archived from the original (PDF) on 14 June 2018. Retrieved 15 August 2012. {{cite web}}: More than one of |کد زبان= و |زبان= specified (help)
3. ↑  "life" (به انگلیسی). Archives Jean Piaget. Archived from the original on 12 July 2012. Retrieved 15 August 2012. {{cite web}}: More than one of |کد زبان= و |زبان= specified (help)
4. ↑  von Glasersfeld, Ernst (1990). "An exposition of constructivism: Why some like it radical". Journal for Research In Mathematics Education – Monograph (به انگلیسی). National Council of Teachers of Mathematics (۴): ۱۹–۲۹ & ۱۹۵–۲۱۰. Retrieved 15 August 2012.
5. ↑  "Jean Piaget: biography of the father of evolutionary psychology 【NUOVO】". All about Psychology - VirtualPsychCentre (به انگلیسی). Retrieved 2022-02-20.
6. ↑  "James Jackson". geni_family_tree (به انگلیسی). Retrieved 2022-02-20.
7. ↑  "Jean Piaget", Biography. Accessed 28 February 2012
8. ↑  Restak, Richard (2006). The Naked Brain: How the Emerging Neurosociety is Changing How We Live, Work, and Love. New York: Harmony. p. 156. ISBN 978-1-4000-9808-8.
9. ↑  Biehler, Robert F. (1978). Psychology Applied to Teaching. Houghton Mifflin. p. 113. ISBN 978-0-395-11921-1.
10. ↑  A Brief Biography of Jean Piaget بایگانی‌شده  در ۲۴ اوت ۲۰۱۹ توسط Wayback Machine, Jean Piaget Society (Society for the study of knowledge and development)
11. ↑  Piaget, Jean (1952),  Boring, Edwin G.; Werner, Heinz; Langfeld, Herbert S.; Yerkes, Robert M. (eds.), "Jean Piaget.", A History of Psychology in Autobiography, Vol IV. (به انگلیسی), Worcester: Clark University Press, pp. 237–256, doi:10.1037/11154-011, retrieved 2022-07-07
12. ↑  Mayer, Susan (21 October 2005). "A Brief Biography of Jean Piaget" (PDF). gseacademic.harvard.edu. Archived from the original (PDF) on 2006-09-01.
13. ↑  Voyat, G. (1981). "Jean Piaget: 1896–1980". The American Journal of Psychology. 94 (4): 645–648. PMID 7044156.
14. ↑  Anon (1970). "Distinguished Scientific Contribution Awards: 1969: Citation for Jean Piaget". American Psychologist. 25 (1): 65–79. doi:10.1037/h0020564. PMID 4910176.
15. ↑  Rockcastle, Verne N. (1964, p. xi), the conference director, wrote in the conference report of the Jean Piaget conferences about Piaget:

Although few of us had any personal contact with Piaget prior to the conference, those who attended came to have the deepest and warmest regard for him both as a scientist and as a person. His sense of humor throughout the conference was a sort of international glue that flavored his lectures and punctuated his informal conversation. To sit at the table with him during a meal was not only an intellectual pleasure but a pure social delight. Piaget was completely unsophisticated in spite of his international stature. We could hardly believe it when he came prepared for two weeks' stay with only his 'serviette' and a small Swissair bag. An American would have had at least two large suitcases. When Piaget left Berkeley, he had his serviette, the small Swissair bag, and a third, larger bag crammed with botanical specimens. 'Where did you get that bag?' we asked. 'I had it in one of the others,' he replied.
16. ↑  Burman, Jeremy Trevelyan (2013). "Profiles of international archives: Les archives Jean Piaget, University of Geneva, Switzerland". History of Psychology. 16 (2): 158–61. doi:10.1037/a0031405. PMID 23544355. A photograph of his grave is available here.
17. ↑  آفات پژوهش، محمدعلی نجفی، ص172